# Lidija Litvjak
Lidija Vladimirovna Litvjak (in russo Лидия Владимировна Литвяк?; Mosca, 18 agosto 1921 – Dmitrovka, 1º agosto 1943) è stata un'aviatrice sovietica, asso dell'aviazione in forza alla Voenno-vozdušnye sily, l'aeronautica militare dell'Unione Sovietica, durante la seconda guerra mondiale.
Pilota da caccia, viene solitamente accreditata di 12 abbattimenti individuali, 11 o 13 secondo altre fonti, e due o tre (o quattro, secondo altri autori,) in collaborazione, conseguiti nel corso di 66 combattimenti contro l'aviazione tedesca svoltisi soprattutto sopra Stalingrado.
Era una delle due donne asso nella storia dell'aviazione, nonché l'aviatrice da caccia più famosa di tutti i tempi, insieme a Katja Budanova, accreditata - a sua volta - di 11 vittorie aeree.

## Biografia
Era nata a Mosca e il suo compleanno cadeva il 18 agosto, "Giorno della Flotta Aerea Sovietica". Così, la gente spesso scherzava: "Era destinata a diventare un pilota". Lidija si dimostrò entusiasta dell'aviazione fin dalla fanciullezza. A 14 anni si iscrisse a un aeroclub e a 15 anni pilotò per la prima volta un aereo. Ottenne il brevetto di volo alla fine degli anni trenta.
Si diplomò alle scuole superiori nel 1938 "con lode" e successivamente si addestrò intensivamente alla Scuola di volo di Cherson. Quando scoppiò la Grande Guerra Patriottica aveva già addestrato 45 allievi piloti.

## Seconda guerra mondiale

### Nel reggimento di donne
Litvjak cercò subito di arruolarsi nell'aeronautica militare russa, ma fu respinta per insufficiente esperienza di pilotaggio. Esagerando di cento ore le sue attività di volo, fu arruolata e - dopo l'addestramento nel Gruppo d'Aviazione 122, costituito dall'aviatrice russa Marina Raskova - fu assegnata dalla stessa Raskova al reggimento caccia interamente femminile 586 IAP. In questa unità si addestrò al pilotaggio dello Yakovlev Yak-1.
Il 586° era un reggimento di difesa aerea. Il compito primario di questa unità era quello di proteggere importanti obiettivi dall'attacco di bombardieri nemici e di scortare aerei di personaggi importanti. Le ragazze pilota potevano scacciare gli aerei attaccanti, ma non inseguirli o impegnare combattimento. La natura difensiva di queste missioni spiega il perché questo reggimento ottenne un numero limitato di vittorie.

### Nei reggimenti maschili
Nel settembre 1942 la Litvjak fu trasferita, con Katya Budanova, Maria Kuznetsova e Raisa Beliaeva, comandante del gruppo, al 437 IAP (istrebitel' nyi aviatsionnyi polk, Reggimento Aviazione da Caccia), un'unità maschile impegnata nella battaglia di Stalingrado. "Liliia Litvjak era una persona molto aggressiva", ma anche un pilota eccezionale, ricordava Boris Eremin (in seguito tenente generale dell'aviazione), che era un comandante di reggimento nella divisione alla quale lei e Budanova erano state assegnate, "un pilota da caccia nato".
Nel cielo di Stalingrado, Lidija, pilotando uno Yak-1 contraddistinto dal numero "32" sulla fusoliera, ottenne un notevole successo.

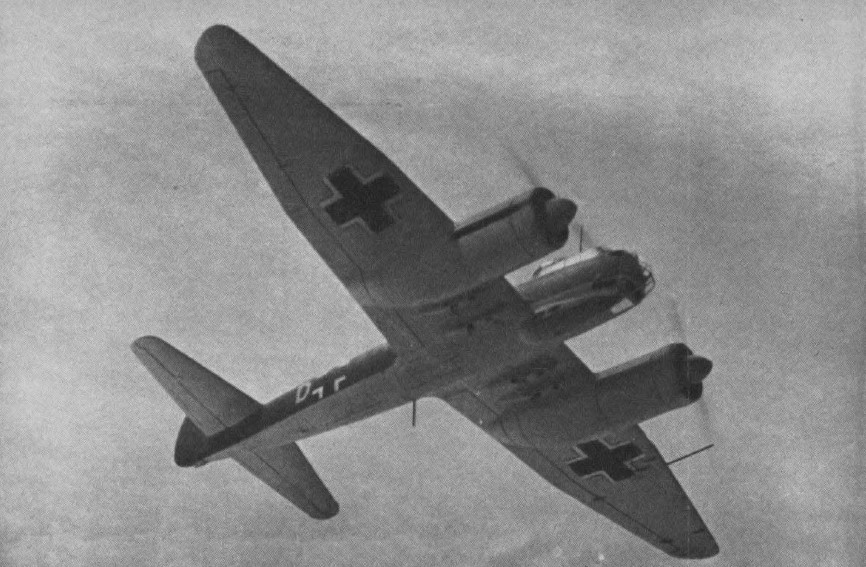
Uno Junkers Ju 88: la prima "vittima" della Litvjak fu un aereo di questo tipo

Abbatté i suoi primi aerei nemici durante la sua seconda missione di combattimento, il 13 settembre 1942, quando quattro Yak-1 — guidati dal Major S. Danilov — attaccarono una formazione di Junkers Ju 88, scortati da Messerschmitt Bf 109 nel cielo di Stalingrado. La sua prima vittima - considerata la prima vittoria aerea conseguita da una donna – fu uno Ju 88, che fece precipitare in fiamme con alcune raffiche. Subito dopo attaccò un Bf 109 G-2 "Gustav" che era in coda al suo comandante di squadriglia, Raisa Beliaeva, abbattendolo. Il Bf 109 era pilotato da un asso della Luftwaffe accreditato di 11 vittorie aeree, decorato con la Croce di Ferro, lo Staff Sergeant Erwin Maier del II° Staffel dello Jagdgeschwader 53. Maier si lanciò con il paracadute e venne catturato dalle truppe sovietiche. L'asso tedesco chiese di incontrare il pilota che era riuscito ad abbatterlo, ma quando vide la Litvjak credette di essere vittima di uno scherzo. Soltanto quando lei gli descrisse i dettagli del loro duello aereo, si convinse di essere stato battuto da una donna. Allora si gettò in ginocchio, offrendole come omaggio il suo orologio d'oro svizzero, ma la Litvjak rifiutò sdegnata, dicendo: "Non accetto regali dai nemici della patria".
Il giorno seguente, 14 settembre, abbatté un altro Bf 109. Per alcuni storici si trattò di una vittoria individuale, per altri in collaborazione con Katja Budanova.
Il 27 settembre ottenne un'altra vittoria aerea, sempre contro uno Ju 88, il cui mitragliere aveva colpito il comandante del reggimento, il Major M.S. Khovostnikov. Per alcuni storici questa sarebbe stata, in realtà, la sua prima vittoria aerea.

### "Cacciatrice libera"
Litvjiak, Budanova e Kuznetsova restarono nel 437.IAP per breve tempo, soprattutto perché questo reggimento era equipaggiato con i caccia LaGG, a differenza delle aviatrici giunte dal 586°, che volavano sugli Yak-1, e questo comportava difficoltà di logistica e manutenzione.
Alla fine del 1942 la Litvjak fu trasferita al 9.GvIAP (gvardeiskii istrebitel' nyi aviatsionnyi polk, Reggimento delle Guardie di Aviazione da Caccia). Nel gennaio 1943 il 9.GvIAP venne riequipaggiato con il caccia Bell P-39 Airacobra e Litvjak e la Budanova vennero trasferite al 296.IAP (nel maggio 1943 ribattezzato 73.GvIAP per meriti di guerra) di Nikolai Baranov, parte dell'8ª Armata dell'Aria, in modo che potessero continuare a pilotare gli Yak, che equipaggiavano la loro nuova unità. Il 296.IAP rimase il reggimento della Litvjak fino al suo ultimo combattimento aereo. Sia lei che la Budanova divennero "assi" durante la loro permanenza presso queste unità.
L'11 febbraio 1943 Lidija Litvjak abbatté individualmente uno Junkers Ju 87 Stuka e in collaborazione un Focke-Wulf Fw 190. Il 23 febbraio le fu conferito l'Ordine della Stella Rossa e venne promossa Mladishij Lejtenan (sottotenente). Inoltre le fu concesso il titolo di okhotniki, o "cacciatore libero", che le permetteva di volare, in coppia con un altro pilota esperto, alla ricerca di aerei nemici da attaccare. Dopo lo Yakovlev numero "32" Lidija pilotò uno Yak-1, identificato dal numero "44 giallo".
Ai comandi di questo aereo, il 22 marzo ottenne una duplice vittoria: su Rostov sul Don fece precipitare uno Junkers Ju 88 e un Bf 109, ma venne a sua volta colpita e costretta ad un atterraggio di emergenza. A causa delle ferite riportate venne inviata a Mosca, con Katya Budanova, affinché si curasse, non essendoci posto negli ospedali vicini, ma, prima ancora di essere completamente guarita, Lidija ritornò al reggimento ed il 5 ed il 7 maggio abbatté altri due Bf 109.
Nel 73.GvIAP, Litvjak volava spesso come gregario di Alexei Frolovich Solomatin. Kapitan Solomatin era un asso cui erano state attribuite 39 vittorie aeree (22 condivise), ma il 21 maggio 1943 precipitò sull'aeroporto di Pavlonka, restando ucciso sul colpo, di fronte all'intero reggimento. Lidija fu devastata dalla morte di Solomatin e scrisse alla madre una lettera in cui descriveva come si fosse resa conto, soltanto dopo la sua morte, di averlo amato.
Il sergente maggiore Inna Pasportnikova, meccanico della Litvjak durante la sua permanenza nel reggimento maschile, riferì nel 1990 che dopo la morte di Solomatin, la Litvjak non voleva altro che andare in missione e che combatteva disperatamente.

### L'ultima missione
Il 1º agosto 1943 Lydia si trovava su un aeroporto vicino alla città di Krasnyj Luč nel Donbass. Aveva la mano ferita da un proiettile che aveva perforato il suo abitacolo in un combattimento precedente; così, prima di decollare, dettò una lettera a un'amica per sua madre. Tra le altre cose, dichiarava di “bruciare dal desiderio di scacciare i tedeschi dal nostro paese, così che possiamo tornare a vivere una vita normale insieme". La missione della sua formazione, quel giorno, era di pattugliare il fronte alla ricerca di bombardieri nemici. Secondo altri autori, invece, volava di scorta a degli Il-2. A circa sedici chilometri dal fronte, nei pressi di Orël, intercettarono una grossa formazione di aerei tedeschi da bombardamento. Il pilota sovietico Ivan Borisenko, che quel giorno volava con la ragazza pilota russa, scrisse nel rapporto al commissario del reggimento femminile da caccia: “Lily non vide affatto i Messerschmitt Bf 109, che volavano più in alto come scorta dei bombardieri. Quando li vide, virò loro incontro, dopo sparirono tutti dietro una nuvola”. Quando il pilota sovietico la rivide tra uno squarcio di nuvole, Lydya era inseguita da almeno otto caccia tedeschi, mentre il suo Yak emetteva fumo. Borisenko sorvolò la zona, ma non riuscì ad avvistarla. Egli non vide nessun aereo esplodere né alcun pilota lanciarsi con il paracadute. Quel che è certo è che la Litvjak non tornò mai da quella missione. Fu eretta una statua in sua memoria.

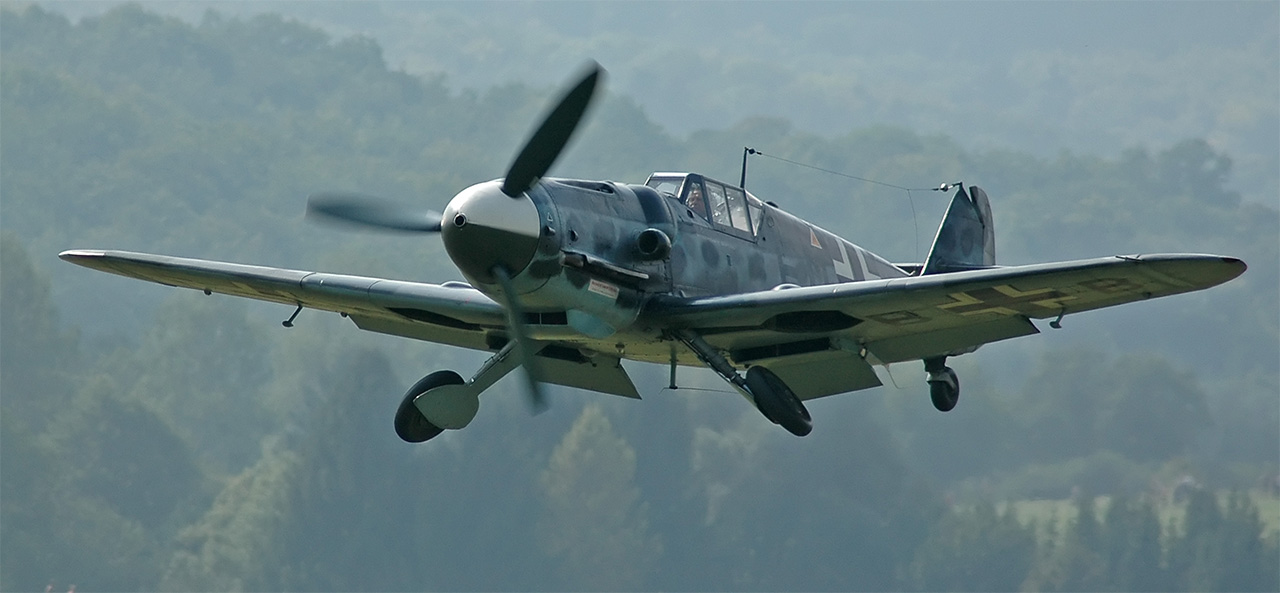
Un Messershmitt Bf 109: Katja scomparve dopo un duello aereo con alcuni di questi caccia della Luftwaffe non lontano da Orël

Litvjak aveva 21 anni e le erano accreditati 12 aerei abbattuti. Le autorità sovietiche sospettarono che fosse sopravvissuta a un atterraggio di emergenza e fosse stata fatta prigioniera, la qual cosa le trattenne dal concedere immediatamente alla ragazza il titolo di Eroe dell'Unione Sovietica.
Soltanto nel maggio 1990, l'allora presidente Michail Gorbačëv firmò il decreto con il quale alla Litvjak veniva conferita la Stella d'Oro di Eroe dell'Unione Sovietica alla memoria.

## Controversie sulla morte
Secondo il sergente maggiore Inna Pasportnikova, meccanico di Lilya, la Litvjak aveva compiuto un atterraggio di emergenza in un campo ed era morta lì. Degli sconosciuti avevano seppellito il suo corpo sotto l'ala del suo Yak. In seguito, altre persone avevano smantellato i resti dell'aereo e nessuno avrebbe più saputo che Lilya fosse sepolta lì. Ricorda ancora la Pasportnikova: 
 "Non sappiamo se la seppellirono i fascisti o i soldati sovietici che liberarono il villaggio il giorno seguente. E non sappiamo nemmeno se restò ferita mortalmente nello schianto o se fu uccisa dai tedeschi sul posto. So che cercarono il suo corpo e il suo aereo per quindici anni, senza trovarlo mai. Io stessa ho cercato il suo caccia per tre anni con mio marito e i miei nipoti, usando un metal detector. Trovammo trenta aerei, ma non il suo. Pochi anni fa, due ragazzi giocavano in un campo in Bielorussia e videro un serpente che si infilò in un buco. Essi decisero di allargare il buco e trovarono un corpo: il suo corpo. Così i resti furono esumati e fu invitata una commissione, gli specialisti, per esaminare i resti. Questa commissione scrisse un documento che affermava che il corpo apparteneva a una giovane donna pilota, molto piccola, e trovarono capelli, la sua tuta di volo ed un dente d'oro. In seguito la commissione reinterrò il corpo nel cimitero di un vicino villaggio." 

## Soprannomi
Era chiamata "Giglio bianco di Stalingrado" sulla stampa sovietica. Venne anche chiamata “Rosa Bianca di Stalingrado" in Europa e in Nord America, dopo che fu data notizia delle sue imprese.

## Vittorie aeree
- 13 settembre 1942
  - due abbattimenti individuali, uno Junkers Ju 88[16] ed un Messerschmitt Bf 109 (di E. Maier). Secondo alcuni autori, la sua prima vittima era un Heinkel He 111, invece di uno Ju 88. Secondo alcuni autori, il secondo era condiviso[16]
- 14 settembre 1942
  - un abbattimento individuale, un Bf 109[11] (secondo lo storico Hans D. Seidl[9] si trattava invece di una vittoria ottenuta in collaborazione con Katja Budanova)
- 27 settembre 1942
  - un abbattimento individuale, uno Junkers Ju 88
  - un abbattimento in collaborazione con Raisa Beliaeva, un Messerschmitt Bf 109
- 11 febbraio 1943
  - un abbattimento individuale, uno Junkers Ju 87[16]
  - un abbattimento in collaborazione con Alexei Solomatin, un Focke-Wulf Fw 190[16]
- 1º marzo 1943
  - un abbattimento individuale, un Focke-Wulf Fw 190
- 22 marzo 1943
  - due abbattimenti individuali, un Messerschmitt Bf 109 e uno Junkers Ju 88
- 5 maggio 1943
  - un abbattimento individuale, un Messerschmitt Bf 109[16]
- 7 maggio 1943
  - un abbattimento individuale, un Messerschmitt Bf 109[16]
- 31 maggio 1943
  - un abbattimento individuale, un pallone da osservazione per l'artiglieria[16]
- 16 luglio 1943
  - un abbattimento individuale, un Messerschmitt Bf 109[16]. Secondo una fonte, l'aereo aveva un "Asso di Spade" dipinto sulla fusoliera
  - un abbattimento in collaborazione[23], uno Ju 88[16]
- 19 luglio 1943
  - un abbattimento individuale, un Messerschmitt Bf 109[16]
- 21 luglio 1943
  - un abbattimento individuale, un Messerschmitt Bf 109[16][24]
- 1º agosto 1943
  - un abbattimento individuale, un Messerschmitt Bf 109[16]
  - un abbattimento in collaborazione, un Messerschmitt Bf 109[16]

## Onorificenze

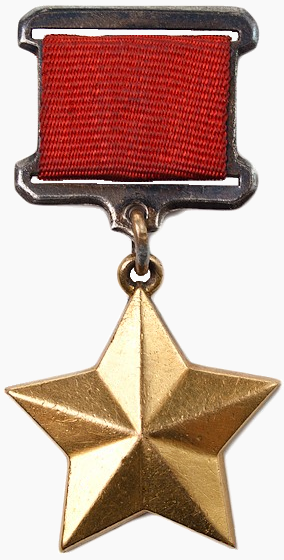
Eroe dell'Unione Sovietica
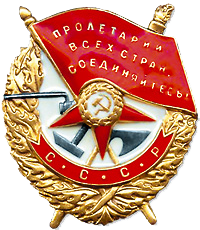
Ordine della Bandiera rossa
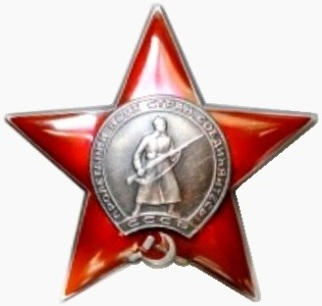
Ordine della Stella Rossa
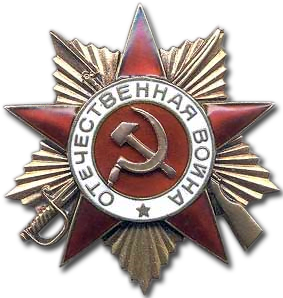
Ordine della Guerra Patriottica di prima classe
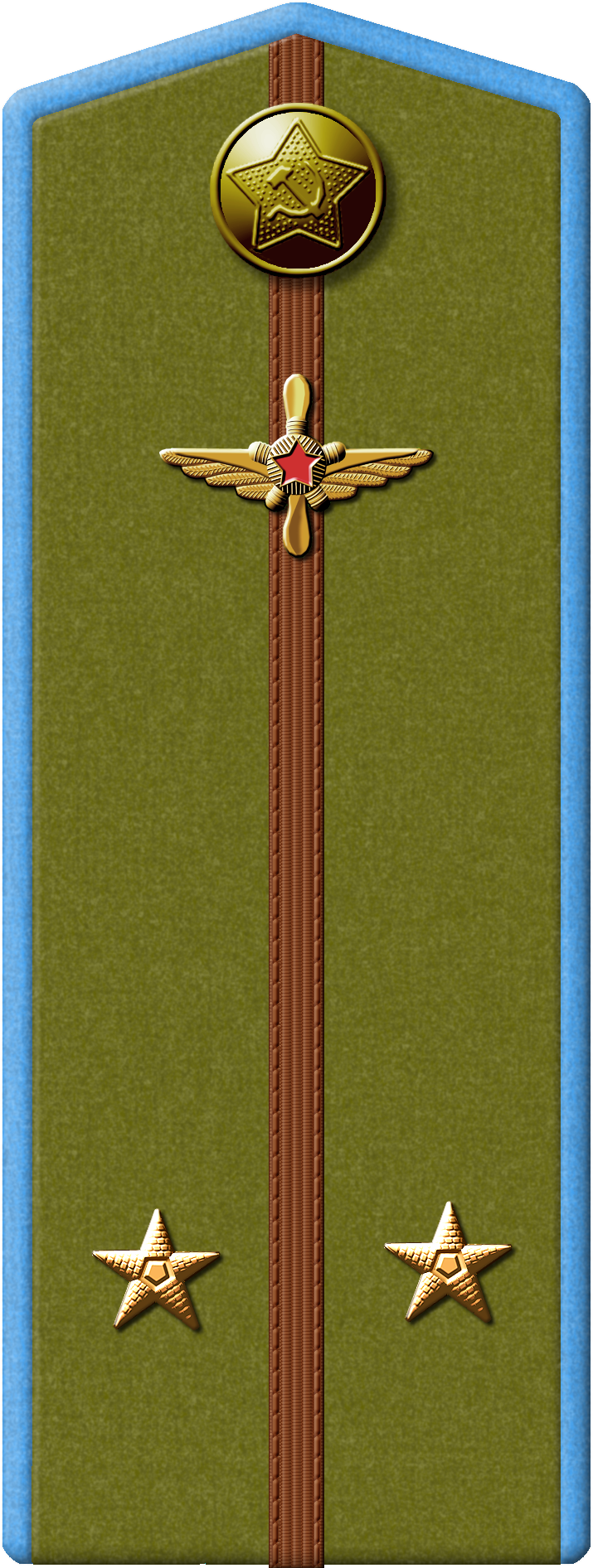
Tenente (1ª promozione per meriti di guerra - 1943)
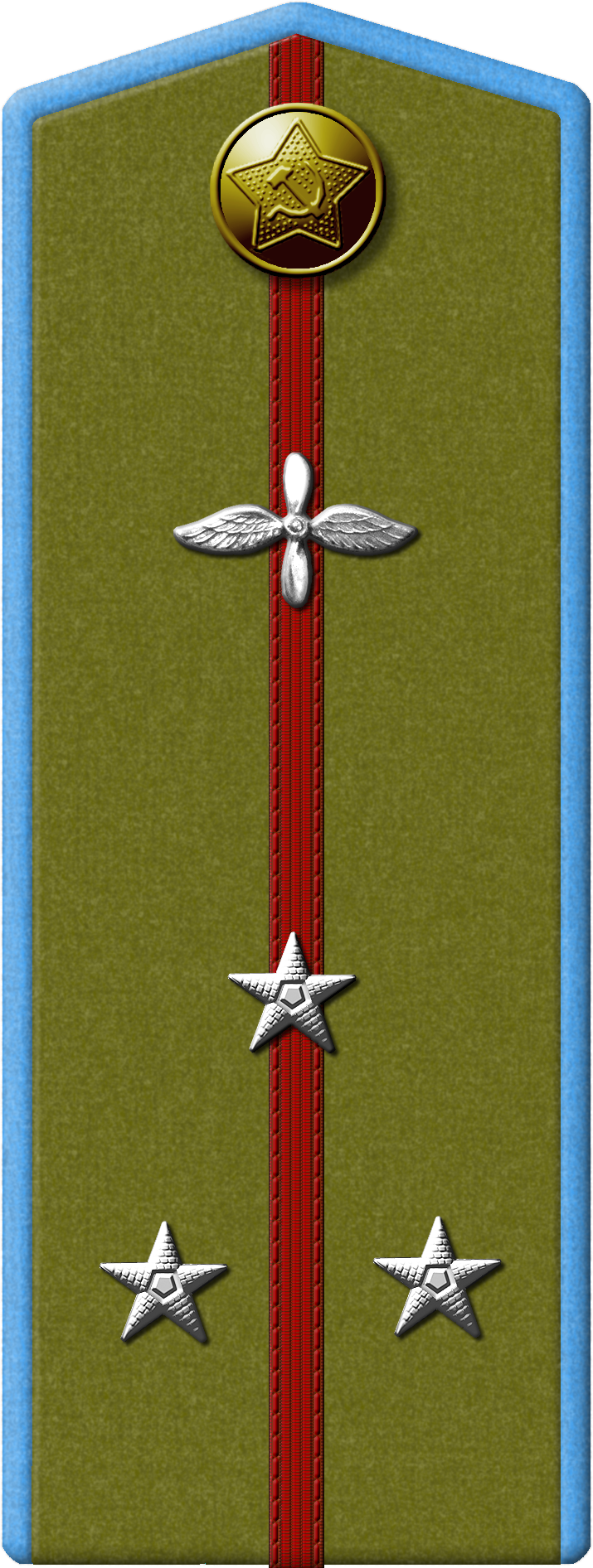
Primo tenente (2ª promozione per meriti di guerra - 1990)

## Filmografia
- Litvyak, regia di Andrey Shalopa (2025)